# System gimnastyki szwedzkiej
System gimnastyki szwedzkiej – gimnastyka szwedzka to nowy kierunek gimnastyki, który zrodził się z początkiem XIX wieku w Szwecji. Twórcami tego systemu byli Piotr Henryk Ling i jego syn Hialmar Ling. W swojej działalności kierował się ideą odrodzenia narodowego, które starał się osiągać przez ożywienie wspomnień historycznych u narodów skandynawskich, jak też przez odrodzenie biologiczne za pomocą systematycznej gimnastyki. P. H. Ling twierdził, że konieczne jest zapewnić ogólny rozwój fizyczny człowieka jako podstawę do przyswajania dowolnych nawyków. Gimnastyka winna przyśpieszać powrót do zdrowia u ludzi chorych i wzmacniać zdrowych. Opracowali oni metodę stosowania ćwiczeń gimnastycznych. Każde ćwiczenie w systemie Lingów występuje jako środek określonego oddziaływania na poszczególne części ciała. 

## Podział gimnastyki szwedzkiej
Lingowie podzielili gimnastykę na:
- pedagogiczną (aktywną-subiektywną) – ćwiczący wykonuje ruchy sam dla rozwoju swego organizmu
- wojskową (aktywno-obiektywną) – ćwiczący wykonuje ruchy sam lecz kieruje je przeciw innym
- leczniczą (pasywno-subiektywną) – ćwiczący wykonuje ruchy przy pomocy drugiej osoby lecz jako własną korzyść
- estetyczną (pasywno-obiektywną) – ćwiczący wykonuje ruchy z inicjatywy drugiego i przede wszystkim dla jego zadowolenia

## Wymogi gimnastyki szwedzkiej
System szwedzki wymaga, aby każde ćwiczenie:
- oddziaływało na określoną grupę mięśniową
- dawało oczekiwany, z góry wyznaczony efekt fizjologiczny
- miało ściśle określoną formę i było przeprowadzone z wcześniej określonym stopniem natężenia

Gimnastyka szwedzka charakteryzowała się ruchami powolnymi o ściśle określonych kierunkach. Ćwiczenia były mało dynamiczne, posiadały dużo elementów statycznych.